# 1324

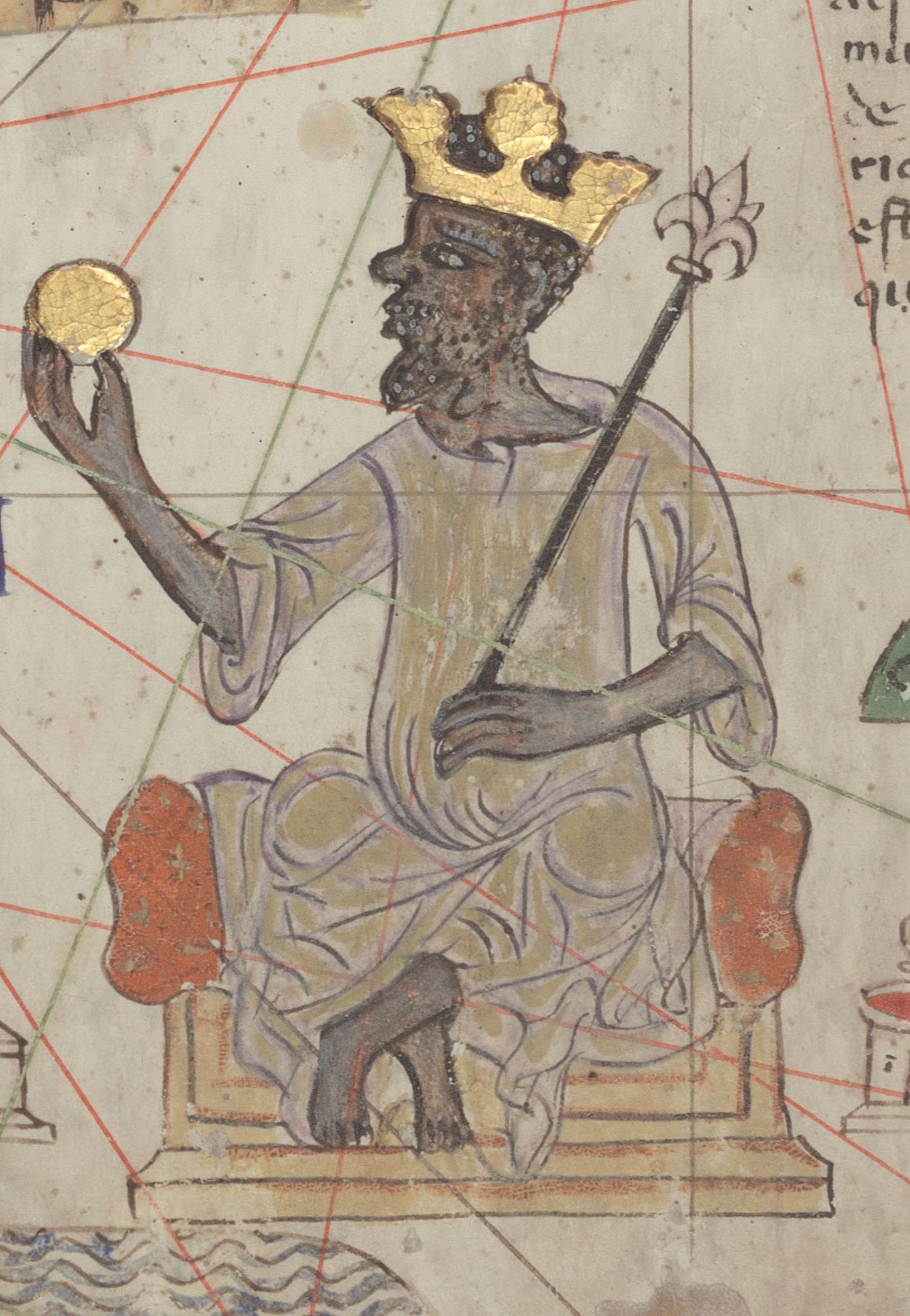
Mansa Moussa in de Catalaanse Atlas (1375)

Het jaar 1324 is het 24e jaar in de 14e eeuw volgens de christelijke jaartelling.

## Gebeurtenissen
februari
- 25 of 26 - Koning Lodewijk de Beier trouwt met Margaretha van Henegouwen.
- 29 - Slag bij Lucocisterna: Alfons van Aragon verslaat het leger van Pisa in zijn poging Sardinië te veroveren.

juni
- 19 - Pisa staat zijn aanspraken op Sardinië af aan Aragon. Begin van het koninkrijk Sardinië.

juli
- juli - Stadsbrand van Zwolle: Zwolle wordt in brand gestoken door de roofridder Zweder van Voorst. Vrijwel de gehele stad brandt af.

september
- 1 - Bisschop Jan van Diest van Utrecht tracht uitspraak te doen in de Strijd om Bredevoort. Kasteel Bredevoort kent hij toe aan Reinoud II van Gelre, maar over de rest van het gebied van Bredevoort doet hij geen uitspraak. Noch Gelre noch Münster accepteren de uitspraak, en de strijd duurt voort.

zonder datum
- Koning Mansa Moussa van Mali gaat op pelgrimstocht naar Mekka (hadj). Zijn rijkdom en vrijgevigheid worden beroemd.
- Basarab, heerser over Walachije, komt in opstand tegen Hongarije, waarvan hij een vazal is. (jaartal bij benadering)
- Paus Johannes XXII spreekt de ban uit over koning Lodewijk de Beier. Deze op zijn beurt roept op tot een concilie om de paus te veroordelen wegens ketterij.
- Bisschop Adolf van der Mark moet vluchten naar Hoei omdat hij weigert macht af te staan aan de steden. Hij spreekt een interdict over Luik uit.
- oudst bekende vermelding: Aalbeek

## Opvolging
- Cyprus en (titulair) Jeruzalem - Hendrik II opgevolgd door zijn neef Hugo IV
- Duitse Orde - Karel van Trier opgevolgd door Werner van Orselen

## Geboren
- 5 maart - David II, koning van Schotland (1329-1371)
- Adelheid van Hessen, echtgenote van Casimir III van Polen
- Willem I, markgraaf van Namen (1337-1391)
- Giottino, Florentijns schilder (jaartal bij benadering)
- Mechteld, hertogin-pretendes van Gelre (jaartal bij benadering)
- Magnus II van Brunswijk, Duits edelman (jaartal bij benadering)
- Willem V van Horne, Nederlands edelman (jaartal bij benadering)
- Zeger II van Edingen, Frans edelman (jaartal bij benadering)

## Overleden
- 9 januari - Marco Polo (~69), Venetiaans handelaar en ontdekkingsreiziger
- 11 februari - Karel van Trier, grootmeester van de Duitse Orde
- 21 maart - Maria van Luxemburg (~19), echtgenote van Karel IV van Frankrijk
- 2 juni - Isabella van Ibelin (~76), echtgenote van Hugo III van Cyprus
- 23 juni - Aymer de Valence, Frans-Engels edelman
- 16 juli - Go-Uda (56), keizer van Japan (1274-1287)
- 31 augustus - Hendrik II (~53), koning van Cyprus (1285-1306, 1310-1324)
- na 22 december - Walram III van Nassau (~30), graaf van Nassau
- 24 december - Jan III van Arkel, Hollands edelman
- Alfons de la Cerda (~54), Castiliaans prins
- Sangpo Päl (~62), Tibetaans geestelijk leider